# Nur zu Besuch (Madeline-Juno-Album)
Nur zu Besuch ist das sechste Studioalbum der deutschen Singer-Songwriterin Madeline Juno aus dem Jahr 2024.

## Entstehung und Artwork

### Entstehung
Alle Stücke des Albums wurden von Madeline Juno selbst, zusammen mit dem Berliner Musiker Joschka Bender, geschrieben und komponiert. Mit einer Ausnahme (Lawine) wurden sie dabei vom Koblenzer Musiker Wieland Stahnecker (Blinker) unterstützt. Bei allen Liedern standen dem Trio wechselnde Koautoren zur Verfügung. Die meisten Autorenbeteiligungen entstammen dabei der Zusammenarbeit mit dem Stuttgarter Singer-Songwriter Steven Bashir, der an sechs Liedern mitgeschrieben hat. Weitere vier Autorenbeteiligungen stammen vom österreichischen Musiker Wanja Bierbaum (Hardy X) sowie drei vom Braunschweiger Autoren und Musikproduzenten Alexander Knolle (Alex Lys). Je eine Komposition beziehungsweise ein Liedtext entstanden in Zusammenarbeit mit dem deutschen Rapper 1986zig, der zugleich einen Gastauftritt hat, sowie dem Hamburger Rapper Tom Ulrichs (Tom Thaler).
Für die Produktion zeichnete weitgehend Bender verantwortlich, der alle Titel des Albums produziert hat, teilweise in eigenständiger Leitung. Vier Produktionen tätigte er zusammen mit Hardy X sowie je eine mit Blinker (Gewissenlos) und Matthias Heising (Nur zu Besuch). Darüber hinaus zeichnete Bender für einen großen Teil der weiteren Studioarbeit verantwortlich. So war er an der Abmischung, Aufnahme, Instrumentierung und Programmierung beteiligt. Der größte Teil der Abmischung erfolgte jedoch unter der Leitung des Berliner Toningenieurs Dennis Keil, der für die Abmischung von 13 Titeln verantwortlich war. Bender übernahm lediglich die Abmischung des Liedes Versprich mir du gehst. Die Tonaufnahmen erfolgten ganz durch Bender; bei Nur zu Besuch bekam er Unterstützung durch Heising. Dieser war zusammen mit Claire-Ann Varley auch für das Arrangement des Titels zuständig. Ebenso zeichnete Bender für die komplette Programmierung zuständig. Bei drei Titeln wurde er hierbei von Hardy X sowie bei dem Lied Gewissenlos von Blinker unterstützt. Beide waren zudem, neben Bender, auch Teil der Instrumentierung. Zum Einsatz kamen dabei Bass (Murphy’s Law), Gitarre, Keyboard, eine Pedal-Steel-Gitarre (Lawine) und Schlagzeug. Neben den drei genannten Musiker engagierte man hierzu Martin Rott (Keyboard und Schlagzeug), Benjamin Scheufler (Schlagzeug), Johann Seifert (Bass) sowie Alex Sprave (Schlagzeug). Das Mastering erfolgte durch HP Mastering Hamburg, unter der Leitung des Studioinhabers Hans-Philipp Graf.
Während 1986zig, Hardy X und Tom Thaler hiermit erstmals als Autoren oder Produzenten für Juno tätig waren, arbeiteten Bashir, Blinker und Lys bereits mit Juno für ihr vorangegangenes Studioalbum Besser kann ich es nicht erklären (Januar 2022) zusammen. Ebenso Heising, der zudem seit Beginn von Junos Karriere im Jahr 2013 immer wieder temporär Teil ihrer Liveband war. Bender ist bereits seit Beginn von Junos Karriere festes Mitglied ihrer Liveband und an diversen Produktionen, in verschiedenen Funktionen, beteiligt gewesen. Juno selbst beschrieb die Zusammenarbeit mit Bender im Zuge des Albums mit den Worten: „Wir kennen uns seit über zehn Jahren und können absolut ehrlich miteinander sein. Wir drehen so lange Extrarunden und probieren Sachen aus, bis das Gefühl zu 100 % stimmt.“

### Artwork
Auf dem Frontcover des Albums ist Juno, vor einem beigen Hintergrund, auf einem Hocker sitzend, zu sehen. Sie hat ihre Haare hochgebunden und trägt dazu schwarze Stiefeletten, eine beige Anzughose mit weiten Beinen sowie ein schwarz-transparentes Oberteil. Juno hat zurückgelehnt auf dem Hocker platzgenommen und hält sich mit beiden Armen an der Sitzfläche fest, während sie ihren Blick auf den Boden gerichtet hat. Das Artwork des Covers sowie vom Begleitheft stammt von Max Binski.  Die Fotografien stammen von Ben Wolf, der in der Vergangenheit bereits öfters als Fotograf und Regisseur für Juno engagiert wurde, so als Regisseur von Solange wir fahren (2022) oder auch Ich sterbe zuerst (2023). Das Albumcover wurde zudem als Frontcover für die Singles Gewissenlos, Lovesong und Nicht ich verwendet.

## Veröffentlichung und Promotion

### Veröffentlichung
Die Erstveröffentlichung von Nur zu Besuch erfolgte am 26. Januar 2024 bei Embassy of Music. Das Album erschien zeitgleich als CD, Download, LP und Streaming, für den Vertrieb war Tonpool zuständig. Alle Lieder des Albums wurden durch Universal Music Publishing verlegt, 13 Titel wurden in Kooperation mit BMG Rights Management publiziert. Des Weiteren wurden sechs Titel in Zusammenarbeit mit Budde Music Publishing sowie je vier Titel zusammen mit Edition Novemberkind und Sony Music Publishing verlegt. Das Album besteht aus 14 neuen Studioaufnahmen und erschien in zwei Variationen. Neben dem regulären Album erschien zeitgleich ein „Fan-Bundle“ mit einer limitierten signierten Vinylplatte sowie einer Eintrittskarte für das „exklusive Album Release Event“, welches am Tag der Albumveröffentlichung stattfand. Neben der limitierten Fan-Bundle erschien auch eine reguläre Vinylausgabe.

### Promotion
Am 23. März 2023 gab Juno erstmals bekannt, im Zuge der ersten Singleauskopplung Ich sterbe zuerst, dass sie an einem neuen Album arbeiten würde. Am 29. Juli 2023 bestätige sie den Albumtitel sowie den Veröffentlichungstermin; ab dem Zeitpunkt stand das Album auch zum Vorbestellen bereit.
Mit der Veröffentlichung des Albums, untermalte die RTL-Gruppe einen Werbespot für die crossmediale Entertainment-Plattform RTL+, womit es in diversen Werbeunterbrechungen der Sendergruppe präsentiert wurde. Am 29. Januar 2024 erfolgte eine Liveauftritt mit Was weiß ich schon im ARD-Morgenmagazin.

## Inhalt

### Titelliste und Stil
Alle Liedtexte des Albums sind in deutscher Sprache verfasst und stammen von Madeline Juno, die die Stücke zusammen mit wechselnden Koautoren schrieb. Die Stücke Life Goals (englisch für „Lebensziele“), Lovesong (englisch für „Liebeslied“), Murphy’s Law (englisch für „Murphys Gesetz“) und Sad Girl Shit (englisch für „Trauriges Mädchen Mist“) verfügen über englischsprachige Titel, die Texte sind jedoch auf Deutsch. Musikalisch bewegen sich die Lieder im Bereich der Popmusik, mit Einflüssen aus Rap (Versprich mir du gehst), Soul und Trip-Hop (Murphy’s Law) oder auch Indie-Pop (Lovesong).
Juno selbst betrachtet Nur zu Besuch als Bindeglied zu ihrem letzten Album Besser kann ich es nicht erklären, das bereits verstärkt Popelemente enthalten habe und zu ihrem kommenden Album, an dem sie bereits zur Veröffentlichung hiervon gearbeitete habe und sich produktionstechnisch experimenteller engagieren möchte. Inhaltlich handelt es sich bei den meisten Titeln um Balladen, in den Juno unter anderem die Themen Liebe, Liebeskummer, mangelnde Wertschätzung oder auch das Erwachsenwerden aufgreift.
In Versprich mir du gehst wird Juno vom Koautoren 1986zig gesanglich unterstützt. Es ist nach Nur kurz glücklich – einem Duett mit Max Giesinger auf dem Vorgänger Besser kann ich es nicht erklären – das zweite Mal, dass es ein Duett auf ein Standardalbum von Juno schaffte. Das Lied Life Goals erinnert mit seiner Länge von 0:59 Minuten an eine Art Interlude.
| #  | Titel                                  | Autor(en)                                                                                          | Produzent(en)                      | Länge |
| -- | -------------------------------------- | -------------------------------------------------------------------------------------------------- | ---------------------------------- | ----- |
| 1  | Sad Girl Shit                          | Joschka Bender, Madeline Juno, Wieland Stahnecker                                                  | Joschka Bender                     | 2:12  |
| 2  | Lovesong                               | Joschka Bender, Madeline Juno, Wieland Stahnecker                                                  | Joschka Bender                     | 3:05  |
| 3  | Gewissenlos                            | Steven Bashir, Joschka Bender, Madeline Juno, Wieland Stahnecker                                   | Joschka Bender, Wieland Stahnecker | 300:  |
| 4  | Murphy’s Law                           | Joschka Bender, Madeline Juno, Wieland Stahnecker                                                  | Joschka Bender                     | 3:07  |
| 5  | Life Goals                             | Joschka Bender, Madeline Juno, Wieland Stahnecker                                                  | Joschka Bender                     | 0:59  |
| 6  | Mitte Zwanzig                          | Joschka Bender, Madeline Juno, Wieland Stahnecker                                                  | Joschka Bender                     | 3:35  |
| 7  | Was weiß ich schon                     | Steven Bashir, Joschka Bender, Wanja Bierbaum, Madeline Juno, Wieland Stahnecker                   | Joschka Bender, Wanja Bierbaum     | 2:34  |
| 8  | Was zu verlieren                       | Steven Bashir, Joschka Bender, Wanja Bierbaum, Madeline Juno, Alexander Knolle, Wieland Stahnecker | Joschka Bender, Wanja Bierbaum     | 3:28  |
| 9  | Lawine                                 | Joschka Bender, Wanja Bierbaum, Madeline Juno, Tom Ulrichs                                         | Joschka Bender, Wanja Bierbaum     | 2:58  |
| 10 | Nur zu Besuch                          | Joschka Bender, Madeline Juno, Wieland Stahnecker                                                  | Joschka Bender, Matthias Heising   | 3:19  |
| 11 | Ich sterbe zuerst                      | Joschka Bender, Madeline Juno, Wieland Stahnecker                                                  | Joschka Bender                     | 3:10  |
| 12 | Version von mir                        | Steven Bashir, Joschka Bender, Wanja Bierbaum, Madeline Juno, Alexander Knolle, Wieland Stahnecker | Joschka Bender, Wanja Bierbaum     | 2:58  |
| 13 | Versprich mir du gehst (feat. 1986zig) | 1986zig, Steven Bashir, Joschka Bender, Madeline Juno, Wieland Stahnecker                          | Joschka Bender                     | 2:58  |
| 14 | Nicht ich                              | Steven Bashir, Joschka Bender, Madeline Juno, Alexander Knolle, Wieland Stahnecker                 | Joschka Bender                     | 3:41  |

### Track-by-Track
Sad Girl Shit
In Sad Girl Shit greift Juno das Thema Mental Health auf, in dem sie auf autotherapeutische und selbstironischer Weise sich selbst im Kontext zur eigenen Historie einschätzt und positioniert („Sad-Girl-, Sad-Girl-, Sad-Girl-Shit. Todеstraurig, typisch ich“). Sie selbst erklärte, dass sie an einem Ort angekommen sei, an dem sie sich nicht mehr ganz so ernst nehmen und ihr Inneres auch mit Augenzwinkern betrachten könne: „Love it or hate it – so bin ich“. Es sei trotzdem nicht immer leicht, aber ein sanfter Launch Richtung Selbstakzeptanz.
Life Goals
Wie Sad Girl Shit steht Life Goals im autotherapeutischen Kontext. Juno singt davon, dass sie Punkte ihrer „Wishlist“ (Bucket List) abhake, sich aber dabei nicht glücklich fühle („Ich hak’ die Punkte von der Wishlist … freu’ mich nicht so, wie ich möchte“). Sie habe gehört, dass es sich glücklich anfühlen soll und hinterfragt sich dabei selbst, ob das wirklich diese Lebensziele seien, von denen alle reden („Hab’ gehört, so wird man glücklich … Sind das jetzt diese Life-Goals? Diese Life-Goals, von den’n alle reden?“).
Mitte Zwanzig
Mitte Zwanzig beschrieb Juno als ihren Lieblingstitel auf dem Album. Der autobiografische Text behandelt den Dunning-Kruger-Effekt, eine sozialpsychologische kognitive Verzerrung. Juno selbst erzählte, dass sie bei den Aufnahmen den Bodensatz erreicht und gedachte habe, alles geht den Bach runter. Bis ihr klar geworden sei, dass es vielen so gehe und man da besser jetzt als nie durchmüsse. Trotzdem wünsche sie sich manchmal, wieder Kind zu sein – als das Leben unkomplizierter gewesen sei.
Was weiß ich schon
In Was weiß ich schon besingt Juno ihre eigene Unsicherheit gegenüber einer nahestehenden Person. Sie würde diese Person schon seit Jahren kennen, er bringe ihr Kaffee ans Bett, Blumen nach Hause, sie fühle sich nirgendwo so unendlich wohl, wie mit dem Kopf auf seiner Brust. Ihre Mutter spreche von einem Schwiegersohn und ihr Vater vergöttere ihn. Dennoch ist sich Juno selbst unschlüssig darüber, ob sie in die Person verliebt sei oder nicht („Ich glaube mittlerweile, das könnte Liebe sein. Aber was, aber was weiß ich schon?“).
Lawine
In Lawine geht es um die bröckelnde Partnerschaft, in der Juno auch das Thema Attachment Parenting aufgreift. Sie singt davon, dass sie eigentlich nur hinterfragen wollte, ob sie okay miteinander seien, aber das Gefühl habe, eine Wunde aufgekratzt zu haben („Wollt ich doch nur hör’n, ob wir okay sind … Ich glaub’, ich hab’ da grad irgendwas aufgekratzt“). Gestern habe Juno noch an ihn und sie geglaubt, jetzt würden sie zusehen, wie sich das „Drama“ eine Kulisse baue. Sie stünden vor einem Berg aus Problemen und stelle sich diverse Fragen, wie unter anderem: „Kannst du nicht einfach sagen, dass du uns noch willst?“
Version von mir
Version von mir steht ebenfalls erneut im autotherapeutischen Kontext. Es geht darum, dass Juno nach außen eine Person ausstrahlt beziehungsweise darstellt, die sie innerlich nicht ist und nicht sein will („Diese Version von mir ist alles, was ich nicht sein will“). Dies führt auch zu Beziehungsproblemen, welche unter anderem aus folgenden Missverständnissen hervorgehen: „Meine Angst, dich zu verlier’n, kommt nur als Vorwurf bei dir an. Bitte denk nicht, du wärst schuld daran“. Juno sei sich sicher, das ihr Partner sie hassen müsse, doch sie hoffe, dass er zu ihr sage, dass sie das alles schaffen würden.

## Singleauskopplungen
Aus dem Album wurden vorab sieben Singles veröffentlicht sowie eine nach der Albumveröffentlichung, die fast alle als Einzeltracks zum Download und Streaming erschienen. Den größten kommerziellen Erfolg erreichte Versprich mir du gehst, welche den Sprung in die Singlecharts schaffte. Diese stieg am 24. November 2023 für eine Woche auf Rang 99 der deutschen Singlecharts ein. In den Midweekcharts der gleichen Chartwoche belegte das Lied noch Rang 89. Für Juno ist es nach Error (November 2013), Like Lovers Do (Februar 2014), Jalousien (März 2022) und June (Becks/Juni 2023) die fünfte Autorenbeteiligung in den deutschen Singlecharts. Als Interpretin avancierte es nach Error, Like Lovers Do und Jalousien zum vierten Charthit. Die Singles Nur zu Besuch und Nicht ich (Rang: 49) konnten sich in den iTunes-Tagesauswertungen platzieren. Darüber hinaus erschien am 2. Februar 2024 eine Videoauskopplung zu Was weiß ich schon, die unter der Regie von Ben Wolf entstanden ist.
Ich sterbe zuerst
Ich sterbe zuerst erschien am 31. März 2023 als erste Singleauskopplung des Albums. Inhaltlich setzt sich das Lied mit dem Tod auseinander, in dem Juno davon singt, vor ihrem Partner sterben zu wollen („Ich hoffe, ich sterbe zuerst“), da sie es nicht ertragen könne, ohne ihre geliebte Person weiterzuleben („Jede Sekunde wäre Hell on Earth. Ich glaube, nach dir kommt gar nichts mehr“). Soll ihr Partner vor ihr sterben, bittet sie ihn darum, sie mitzunehmen („Doch wenn du mich je verlässt, dann nimm mich bitte mit, lass mich hier nicht zurück“). Juno selbst kommentierte, dass das Lied aus der „schattigsten“ aber „muckeligsten“ Ecke ihres Herzens komme und es einer ihrer Lieblingstitel des Albums sei.
Murphy’s Law
Am 26. Mai 2023 erschien mit Murphy’s Law die zweite Singleauskopplung. Einen Monat später, dem 30. Juni 2023, erschien zudem eine Remix-Single, die um zwei Remixe von Sorry X und Varnhagen erweitert wurden. Kritiker vergleichen das Lied als eine Update von 99 Probleme. Juno selbst gab an: „Es geht wieder um meine Geister, aber mit Draufsicht. Ich habe eine Therapie gemacht und jetzt kann jeder hören, was dabei herausgekommen ist.“ Weiter kommentierte sie, dass es einer der besondersten Titel sei, den sie je gemacht habe. Er sei für alle, die das wunderbare Vergnügen kennen würden, einen schlimmsten Feind in ihrem Leben zu haben – oder es sogar selbst seien.
Lovesong
Am 28. Juli 2023 erschien mit Lovesong die dritte Singleauskopplung. Das Stück handelt von einer Abfuhr gegenüber einem Typen, der immer wieder auftaucht, aber nie bleibt und nur an sich denkt. Anstatt das er sich bindet und über Gefühle spricht („Er könnte beispielsweise lern'n, über Gefühle zu reden“), taucht er immer wieder nur sporadisch auf („Er ist zufällig in der Gegend. Es passt ihm gut, wenn wir uns heute wiedersehen“), während er sich in seiner Abwesenheit parallel mit weiteren Frauen trifft („Dafür am Wochenende noch drei andre Frauen“).
Gewissenlos
Gewissenlos ist die vierte Singleauskopplung, die am 22. September 2023 erschien. Inhaltlich geht es in dem Lied um eine unschöne Trennung einer Liebesbeziehung, aus der Retrospektive. Textlich arbeitet Juno dabei mit Metaphern. So spricht sie im Refrain unter anderem von „Haare im Sieb“, womit sie zum Ausdruck bringen will, wie „unnötig, unangenehm und eklig“ solche Trennungen sein können. Kritiken zufolge, beschreibe Juno hierbei ein realistisches Trennungs-Szenario: „Man ist getrennt, sieht die andere Person nicht mehr, aber die Rotweinflecken und damit verbundenen Erinnerungen sind noch da“. Anders als etwa in Obsolet (2020) emotional aufgewühlt, direkt aus der Trennungssituation heraus entstanden, nehme Gewissenlos das Ende der Beziehung nicht mehr so schwer. Durch die Retrospektive sei das Lied ein bisschen wie Obsolet – mit Erkenntnis, Draufsicht und vor allem Humor.
Versprich mir du gehst
Am 17. November 2023 erschien mit Versprich mir du gehst, eine Zusammenarbeit mit dem deutschen Rapper 1986zig, die fünfte Singleauskopplung des Albums. Inhaltlich handelt es sich hierbei um ein Liebeslied, in dem beide Protagonisten von ihrer gegenseitigen Liebe zueinander singen. Zugleich singen die beiden auch davon, dass eine Trennung besser sei, wenn die Liebe nicht mehr da sein sollte, als das sich jemand verbiegen müsse („versprich mir, du gehst, bevor du dich vеrbiegst“) oder nur aus Routine („und nur aus Routine nebеn mir liegst“) bei einem bleibe und aus Angst den anderen zu verletzen selbst unglücklich sei („ich kann’s nicht ertragen, dich unglücklich zu seh’n“).
Nur zu Besuch
Nur zu Besuch ist die sechste Single aus Nur zu Besuch, die am 15. Dezember 2023 ausgekoppelt wurde. Inhaltlich handelt das Lied von einer „isolierenden“ Erfahrung („Ich bin traurigerweise bei euch allеine“), einem unsentimentalen Blick auf die Beziehung zur Familie im Rahmen des Erwachsenwerdens. Es geht darum, bei seiner Familie körperlich anwesend zu sein, jedoch keinen persönlichen Draht zueinander zu haben beziehungsweise zu finden („Jeder Versuch was zu ändern hat mich nur noch mehr von denen, die ich lieb, entfernt“) und sich verstellen zu müssen, um miteinander klarzukommen („Bin willkommen, aber nicht wie ich bin“). Weiter thematisiert sie, nicht ehrlich sein zu können, ohne das es zum Streit kommt („Papa, es tut mir leid der Grund zu sein, dass alle leiden. Du sagst mir: Lass es sein! Schau, du bringst Mama nur zum Wein’n“) und sie sich dadurch nur wie eine Besucherin, nicht wie ein Familienmitglied, vorkomme. Juno selbst berichtete, dass sie sich beim texten selbst „klitzeklein gefühlt“ habe und verglich das Lied inhaltlich mit 99 Probleme. Es sei ein trauriger Titel, der den Hörer unmittelbar mit auf eine schwierige Reise nehme. Die Produktion solle die Zuspitzung der Situation widerspiegeln und gleichzeitig Intimität spürbar machen. Die Frage sei: „Wann ist man fertig mit dem Erwachsen werden?“
Nicht ich
Am 12. Januar 2024 erschien mit Nicht ich die siebte und letzte Singleauskopplung des Albums. Inhaltlich geht es in dem Lied um das Verhältnis zweier Menschen, die in der Vergangenheit eine Liebesbeziehung führten. Juno singt davon, dass sie „jung und dumm“ gewesen sei und die Beziehung zur falschen Zeit erfolgte („Ich war jung und dumm; und wir einfach zu falschen Zeit passiert“). Sie vollzog die Trennung und war somit in seinen Augen der „Bösewicht“, der „Teufel“, die eine Ex, die ihn am Boden sehen wollte. Sie appelliert an ihn, dass er ehrlich zu sich selbst sein soll und wisse, dass sie das nicht sei. Juno bemerkt, das ihr Ex glücklicher denn je wirke, sie liebe es ihn so zu sehen und hoffe, dass sie nicht mehr die „Böse“ sei („Du wirkst glücklicher denn je und ich lieb’s dich so zu sehen. Hoffentlich bin ich nicht mehr nur noch für dich der Bösewicht in deiner Story“). Über ihre sozialen Medien verkündete Juno, dass Nicht ich einer ihrer Lieblingssongs sei, die sie bis dato jemals in ihrem Leben geschrieben habe. Sie liebe den Titel sehr und wünsche dem Menschen, für den ich ihn geschrieben habe, das Beste. Für sie sei das Lied auch ein perfekter Abspann des Albums: „Der Rückblick auf eine komplexe Beziehung, aufrichtig und versöhnlich. Mit einer Mid 8, in die ich total verknallt bin“.
Was zu verlieren
Drei Wochen nach der Albumveröffentlichung erschien mit Was zu verlieren die achte Singleauskopplung des Albums. Diese erschien jedoch als digitale 2-Track-Single und beinhaltet neben der Albumversion eine Akustikversion des Liedes. Ein offizielles Musikvideo wurde nicht gedreht, allerdings wurde ein Video mit einer Studioaufnahme zur Akustikversion veröffentlicht, die von Juno mit ihrer Liveband – bestehend aus Joschka Bender (Lap-Steel-Gitarre), Blinker (Gitarre), Matze Heising (Bass), Sebastian Henzl (Klavier) und Benjamin Scheufler (Schlagzeug) – eingespielt wurde. Inhaltlich handelt es sich hierbei um ein Liebeslied, in dem Juno davon singt, dass sie in ihrem Leben wieder etwas zu verlieren habe. Keine Zukunft mehr zu haben sei Vergangenheit, denn „er“ sei jetzt da („No Future ist Vergangenheit, denn jetzt bist ja du da“). Sie singt davon plötzlich Flugangst zu haben, sich wieder im Auto anzuschnallen, stellt sich die Frage, ob der Nagellack giftig sei oder die Autobahnbrücke, über die sie fährt, einstürzen könne. Sie würde jetzt erst verstehen, wie doof es gewesen sei, vor „ihm“ gedacht zu haben, sie hätte nichts („Mir wird jetzt erst klar, wie abgefuckt das war, dass ich vor dir nur dachte, ich hab’ nix“).

## Tourneen

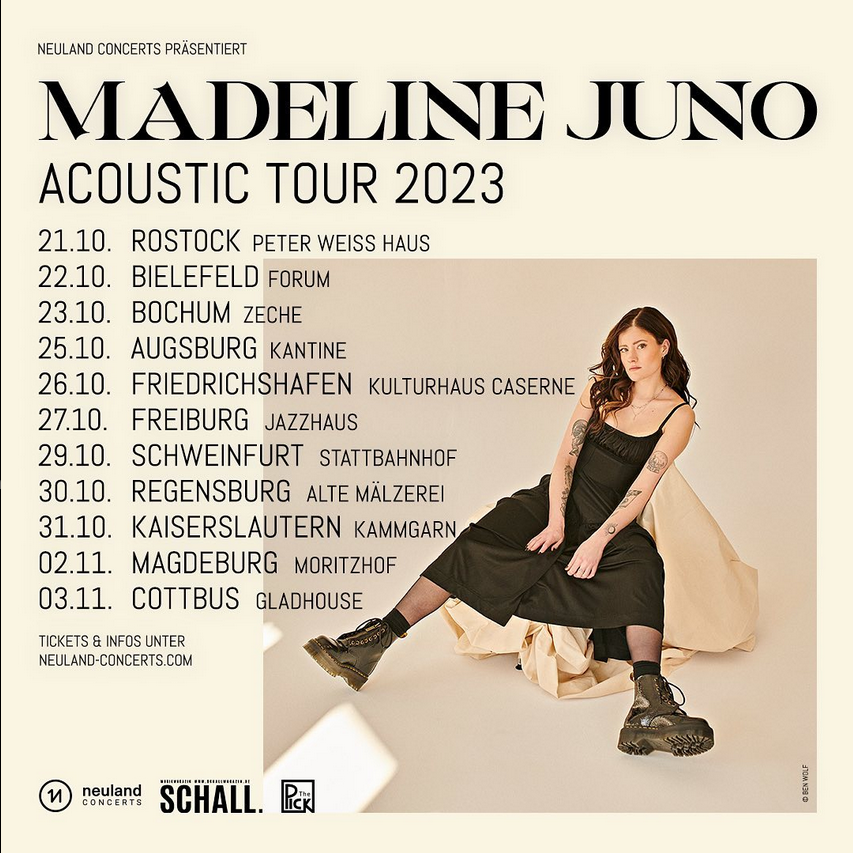
Tourplakat zu Madeline Juno Acoustic Tour 2023.

Drei Monate vor der Veröffentlichung des Albums, zwischen dem 21. Oktober und dem 3. November 2023, ging Juno auf ihre zweite eigenständige Akustiktournee. Diese führte sie durch elf deutsche Städte, wobei sie erstmals in Augsburg, Bielefeld, Cottbus, Regensburg, Rostock und Schweinfurt gastierte. Die Setlist setzte sich aus 19 Titeln zusammen, wobei sie schon sieben Titel aus Nur zu Besuch präsentierte. Während vier dieser Titel bereits als Singles erschienen waren, wurden die Lieder Nicht ich, Sad Girl Shit und Was weiß ich schon erstmals während der Tour vorgestellt. Begleitet wurde sie dabei von Sebastian Henzl am Keyboard sowie Wieland Stahnecker (Blinker) an der Perkussion. Im Vorprogramm spielten die österreichische Singer-Songwriterin Revelle sowie die deutsche Popsängerin Ellice.
Wiederum drei Monate nach der Veröffentlichung des Albums, zwischen dem 7. April und dem 23. April 2024, ging Juno auf sie sogenannte Tour zu Besuch, ihre neunte Headliner-Tour. Diese führte sie durch 13 deutsche Städte, in denen sie schon in der Vergangenheit gastierte. Die Setlist bestand aus 23 Titeln und war damit ihre bisher größte, die sie auf einer Tour präsentierte. Diese bestand mit elf Titeln etwa zur Hälfte aus Stücken des Präsentationsalbums Nur zu Besuch sowie einigen älteren Veröffentlichungen und einigen Neuveröffentlichungen. Aus dem Präsentationsalbum entfielen lediglich die drei Titel: Ich sterbe zuerst, Lawine und Life Goals. Während Juno Ich sterbe zuerst auf der vorangegangenen Akustiktour präsentierte, spielte sie Lawine und Life Goals bis dato auf keiner ihrer Tourneen. Die Begleitband während der gesamten Tour bestand aus Joschka Bender (Gitarren), Sebastian Henzl (Begleitgesang und Keyboard), Marco Lesche (Bass), Benjamin Scheufler (Schlagzeug) und Wieland „Blinker“ Stahnecker (Begleitgesang und Gitarren). Während alle Musiker schon zuvor mit Juno unterwegs waren, war es die erste Konzertreihe in dieser Zusammensetzung. Im Vorprogramm spielte erneut Revelle sowie die ebenfalls aus Österreich stammende Singer-Songwriterin Ness.

## Mitwirkende
Albumproduktion
- 1986zig: Komposition (Lied 13), Liedtext (Lied 13), Rap (Lied 13)
- Steven Bashir: Komposition (Lieder: 3, 7–8, 12–14), Liedtext (Lieder: 3, 7–8, 12–14)
- Joschka Bender: Abmischung (Lied 13), Gitarre (Lieder: 1–14), Keyboard (Lieder: 1–14), Komposition (Lieder: 1–14), Liedtext (Lieder: 1–14), Musikproduktion (Lieder: 1–14), Pedal-Steel-Gitarre (Lied 9), Programmierung (Lieder: 1–14), Tonaufnahme (Lieder: 1–14)
- Wanja Bierbaum (Hardy X): Gitarre (Lieder: 7, 9, 12), Keyboard (Lieder: 7, 9, 12), Komposition (Lieder: 7–9, 12), Liedtext (Lieder: 7–9, 12), Musikproduktion (Lieder: 7–9, 12), Pedal-Steel-Gitarre (Lied 9), Programmierung (Lieder: 7, 9, 12)
- Hans-Philipp Graf: Mastering (Lieder: 1–14)
- Matthias Heising: Arrangement (Lied 10), Musikproduktion (Lied 10), Tonaufnahme (Lied 10)
- Madeline Juno: Gesang (Lieder: 1–14), Komposition (Lieder: 1–14), Liedtext (Lieder: 1–14)
- Alexander Knolle (Alex Lys): Komposition (Lieder: 8, 12, 14), Liedtext (Lieder: 8, 12, 14)
- Dennis Keil: Abmischung (Lieder: 1–12, 14)
- Martin Rott: Keyboard (Lieder: 1, 3–4, 6, 8–9, 11, 13), Schlagzeug (Lied 6)
- Benjamin Scheufler: Schlagzeug (Lieder: 7, 14)
- Johann Seifert: Bass (Lied 4)
- Alex Sprave: Schlagzeug (Lieder: 1–2, 8–9)
- Wieland Stahnecker (Blinker): Gitarre (Lied 3), Keyboard (Lied 3), Komposition (Lieder: 1–8, 10–14), Liedtext (Lieder: 1–8, 10–14), Musikproduktion (Lied 3), Programmierung (Lied 3)
- Tom Ulrichs (Tom Thaler): Komposition (Lied 9), Liedtext (Lied 9)
- Claire-Ann Varley: Arrangement (Lied 10), Begleitgesang (Lied 10)

Visualisierung
- Max Binski: Artwork
- Ben Wolf: Fotografie

Unternehmen
- BMG Rights Management: Musikverlag (Lieder: 1–8, 10–14)
- Budde Music Publishing: Musikverlag (Lieder: 3, 7–8, 12–14)
- Edition Novemberkind: Musikverlag (Lieder: 7–8, 12, 14)
- Embassy of Music: Musiklabel (Lieder: 1–14)
- HP Mastering Hamburg: Tonstudio (Lieder: 1–14)
- Sony Music Publishing: Musikverlag (Lieder: 7–8, 12, 14)
- Tonpool: Vertrieb (Lieder: 1–14)
- Universal Music Publishing: Musikverlag (Lieder: 1–14)

## Rezeption

### Rezensionen
Hendrik Müller von Plattentests.de vergab fünf von zehn Punkten. Das Album zeige wie auch schon seine Vorgänger, die Essenz des Werkes von Juno aber weitestgehend unverändert auf. Auch hier mache sie unmissverständlich klar, dass sie zu den Guten im Deutschpop-Kosmos gehöre. Schon der Beginn mit Sad Girl Shit und Lovesong gebe sich spritzig, inspiriert und angriffslustig – musikalisch wie auch textlich. „Ich bin nicht wütend auf Dich / Das ist einfach mein Gesicht“ könne man als kotzig-trockene Eröffnungszeile definitiv bringen, zumal der Opener auch musikalisch genug Wendungen einstreue, um nicht der Redundanz zum Opfer zu fallen. Lovesong beziehe seinen Drive vor allem aus einem munter aufspielenden und äußerst gelungenen Refrain, während Zeilen wie „Ganz by the way / Du bist nicht Timothée Chalamet“ das lyrische Spannungsfeld zwischen Coolness und Cringe umfassend ausloten würden. Auch der klassische Trennungstitel Gewissenlos und der runde Albumcloser Nicht ich würden sich in eine gut bestückte Reihe lupenreiner Poptitel gesellen, die so ganz und gar nicht prätentiös daherkommen und eine erfrischende Abwechslung im Genrekontext bieten würden. So mitreißend und teils auch bewegend wie die musikalischen Leuchttürme auf dem Album strahlen, fänden sich auch zahlreiche Schattenexistenzen von eher belanglosem Füllmaterial. Besonders in der zweiten Albumhälfte gehe der eröffnende Elan zusehends verloren und werde durch eine gewisse Ziellosigkeit ersetzt. Nicht, dass es ins Unerträgliche gehen würde, aber das eher mittelprächtige Was zu verlieren oder das solide, aber unspektakuläre Lawine würden nicht mehr so recht zünden wollen. Einzig der Titelgeber vermöge mit seinem angenehm reduzierten Instrumental und Autotune-Salven hier noch ein gekonntes Ausrufezeichen zu setzen.
Die Rezensentin vom Musikblog musikblog.de ist der Meinung, dass das Album ein paar Sahnehäubchen bereit halte, ein großer Teil der Platte jedoch knietief in Klischees versinke und das sowohl textlich als auch musikalisch. Dabei gehe es mit Sad Girl Shit eigentlich direkt ziemlich gut los, mit bissigen Zeilen, die sich viele Frauen zu oft nur denken würden. Die lässigen Gitarrenakkorde würden sich über einen eingängigen Beat freuen und Juno schwebe mit ihrer Stimme darüber so selbstverständlich und mühelos, gespickt mit einer kleinen, aber feinen Prise Arroganz, wie eine Nina Chuba. Auch Lovesong sei nicht so platt, wie sein Titel vermuten lasse. Vielmehr sei dieses Liebeslied eine bitterböse Abrechnung, bei der Juno dem ehemals Angebeteten nicht mal vier Akkorde gönne. Obwohl sie textlich hart ins Gericht gehe, höre man dies der Musik keinesfalls an. Was danach folge, seien viele weitere Nummern über Liebeskummer und mangelnder Wertschätzung in allen Facetten, wodurch das schlagfertige „Girl“ vom Beginn der Platte schnell in Vergessenheit gerate. Oft hauche Juno mehr, als dass sie singe und auch von ihrer Kopfstimme mache sie ausgiebigen Gebrauch. Auf die Dauer würden diese immergleichen Zutaten dafür sorgen, dass einige Teile von Nur zu Besuch der Redundanz zum Opfer fallen würden. Mitte 20 briche als melancholische Akustikballade, die sich in ein episches Finale steigere, nochmal etwas aus der Masse heraus, triefe allerdings auch ganz schön ordentlich vor Pathos und Melodramatik. Leider halte Juno die musikalische Kreativität und ihre lyrische Bissigkeit, mit denen sie so vielversprechend begonnen hatte, auf Plattenlänge nicht.
Ullrich Maurer von musikreviews.de bewertete Nur zu Besuch mit zwölf von 15 Punkten („Wirklich gutes Album, es gibt keine großen Kritikpunkte“). Juno lasse hierbei mustergültig ihre Fans am Altern – bzw. Erwachsenwerden sowie ihrer persönlichen wie künstlerischen Weiterentwicklung teilhaben. Zum Leitmotiv mache sie im Titeltrack mit einem unsentimentalen Blick auf die Beziehung zur Familie im Rahmen des Erwachsenwerdens die wesentlichen Kernpunkte dieser Lebensphase. In Life Goals, Mitte zwanzig, Version von mir und dem selbstironischen Sad Girl Shit verwende sie ihr autotherapeutisches Geschick dazu, sich selbst im Kontext zur eigenen Historie zu positionieren und einzuschätzen. Eine Sache, die früher einfach noch nicht möglich gewesen wäre, sei wie sie in Mitte zwanzig mit dem Verweis auf den Dunning-Kruger-Effekt referenzierte. Ginge es früher fast ausschließlich um Beziehungs-Geflechte, so ermögliche die Hinzunahme von Coming-of-Age und Empowerment-Elementen eine zukunftssichere Ausweitung der thematischen Möglichkeiten. Über ihre ungekünstelte Alltagssprache halte Juno die Verbindung zur Fanbasis aufrecht. Vor allen Dingen schlage das Album ein weiteres Kapitel des kreativen und persönlichen Entwicklungsprozesses auf, den Juno bereits mit ihren ersten englischsprachigen Alben The Unknown (März 2014) und Salvation (Februar 2016) eingeleitet habe, der aber erst mit den folgenden muttersprachlichen Alben habe so richtig Fahrt aufnehmen können. Dass Nur zu Besuch trotz der ambitionierten lyrischen Themenwahl dennoch auf der Pop-Ebene ausgezeichnet funktioniere, liege daran, dass Juno (und Joschka Bender) die Zielgruppe und den Zeitgeist auch dann nicht aus den Augen verlieren, wenn sie ihren musikalischen Horizont erweitern und produktionstechnisch zulegen würden.
Mia Milan vom Tonspion ist der Meinung, dass Nur zu Besuch die neue Lebensphase mit lässiger Selbstironie, scharfkantigen Texten und fluoreszierendem Pop für die nächste Gefühlslawine und gegen nie enden wollende Growing Pains vertone. Dass man beispielsweise Mental Health auch mal mit einem schiefen Grinsen begegnen könne beweise Sad Girl Shit. In den Liedern Gewissenlos und Lovesong hätte eine Popabfuhr wohl kaum direkter und cooler wirken können. Etwas tiefer grabe Murphy’s Law, das mit internationalem Sound und sinnlichem Beat ein Update von 99 Probleme sei, dem schwersten Titel, den Juno je geschrieben habe. Versprich mir du gehst und Version von mir würden das neue Terrain mit Lumen aus warmem Synth-Glow und schummriger Intimsphäre beleuchten, in der Erkenntnis bedrohliche Schatten werfe.  Der Titel Mitte Zwanzig strahle trotz aller Dramatik sonderbare Ruhe aus, während der Titelgeber furchterregend unübersichtlich sei. Mit mörderischem Vocoder und Zeilen, die zielsicher Salz in jede nur erdenkliche Wunde streuen würden, gelinge Juno ein Titel, der auch deswegen so gut sei, weil er richtig wehtue. Nicht ich sei ein vollkommener und ungefilterter Coming-of-Age-Soundtrack. Auch wenn man sich im eigenen Leben manchmal „Nur zu Besuch“ fühle – man müsse es lieben, dieses Atlantis aus Neugier, Schuld, Euphorie, Verzweiflung und Vertrauen, in das Juno eintauche und in dem wir uns immer weiter Richtung Selbsterkenntnis tasten würden.

### Charts und Chartplatzierungen
Nur zu Besuch stieg am 2. Februar 2024 für eine Woche auf Rang sechs der deutschen Albumcharts ein. In den Midweekcharts der ersten Verkaufswoche erreichte das Album ebenfalls den sechsten Rang. Darüber hinaus erreichte es Rang vier der deutschsprachigen Albumcharts, wo es sich lediglich Ekstase (Kaffkiez), Rausch (Helene Fischer) und dem Spitzenreiter 40 Jahre Onkelz – Live im Waldstadion (Böhse Onkelz) geschlagen geben musste sowie Rang neun der Downloadcharts.
Für Juno avancierte Nur zu Besuch zum sechsten Chartalbum in den deutschen Albumcharts, nach Besser kann ich es nicht erklären erreichte sie zum zweiten Mal die Top 10. Mit Rang sechs egalisierte sie ihre Bestplatzierung von Besser kann ich es nicht erklären.